# جزيرة لويس
لويس (لغة غيلية اسكتلندية: Leòdhas) هي الجزء الشمالي من جزيرة لويس وهاري أكبر جزيرة في الجزر الغربية أو أرخبيل الهبرديس الخارجي، مساحة منطقة لويس الكاملة هي 1770 كلم2.
عموما لويس هي الجزء المنخفض من الجزيرة في حين تغلب على الجزء الآخر (هاريس) التضاريس الجبلية، ولكون أرضها مسطحة فهي تحوي أكبر التجمعات السكانية ستورنووي وثلاث أرباع سكان الجزر الغربية، التنوع الطبيعي للجزيرة يجعلها موطنا لمجموعة متنوعة من النباتات والحيوانات مثل النسرالذهبي، الأيل الأحمر وزعنفيات الأقدام وتوجد بها العديد من المحميات الطبيعية.
تتبع لويس النظام المشيخي المسيحي ولها تاريخ عريق وقد كانت قديما جزءا من مملكة الجزر وتحدث سكانها اللغة النوردية القديمة، والحياة اليوم مختلفة كثيرا عن أي مكان آخر في اسكتلندا، فشعيرة السبت واللغة الغيلية وقطع الخت تحوز أهمية أكثر من أي مكان آخر، لدى لويس إرث ثقافي غني مثلما تظهره أساطيرها وخرافاتها وكذلك أدبهـا المحلي وعاداتها الموسيقية.

## المناخ
التعرضإلى المحيط الأطلسي وتيار الخليج ينتج مناخا معتدلا ورطبا، يوجد اختلاف صغير في درجة الحرارة بين الصيف والشتاء وكلاهما تعمه الغيوم الكثيفة مع كمية سقوط أمطار معتبرة وسرعة رياح عالية متواترة خاصة في الاعتدال الخريفي، هذه الرياح جلعت لويس تعتبر بأنها منطقة إنتاج للطاقة بالرياح وهذا ما أدى إلى خلاف كبير مع السكان.
| البيانات المناخية لـجزيرة لويس | البيانات المناخية لـجزيرة لويس | البيانات المناخية لـجزيرة لويس | البيانات المناخية لـجزيرة لويس | البيانات المناخية لـجزيرة لويس | البيانات المناخية لـجزيرة لويس | البيانات المناخية لـجزيرة لويس | البيانات المناخية لـجزيرة لويس | البيانات المناخية لـجزيرة لويس | البيانات المناخية لـجزيرة لويس | البيانات المناخية لـجزيرة لويس | البيانات المناخية لـجزيرة لويس | البيانات المناخية لـجزيرة لويس | البيانات المناخية لـجزيرة لويس |
| الشهر | يناير                          | فبراير                         | مارس                           | أبريل                          | مايو                           | يونيو                          | يوليو                          | أغسطس                          | سبتمبر                         | أكتوبر                         | نوفمبر                         | ديسمبر                         | المعدل السنوي                  |
| --- | ------------------------------ | ------------------------------ | ------------------------------ | ------------------------------ | ------------------------------ | ------------------------------ | ------------------------------ | ------------------------------ | ------------------------------ | ------------------------------ | ------------------------------ | ------------------------------ | ------------------------------ |
| متوسط درجة الحرارة الكبرى °م (°ف) | 7 (45)                         | 7 (45)                         | 8 (46)                         | 10 (50)                        | 12 (54)                        | 14 (57)                        | 16 (61)                        | 16 (61)                        | 14 (57)                        | 12 (54)                        | 9 (48)                         | 7 (45)                         | 11 (52)                        |
| متوسط درجة الحرارة الصغرى °م (°ف) | 2 (36)                         | 2 (36)                         | 2 (36)                         | 3 (37)                         | 6 (43)                         | 8 (46)                         | 10 (50)                        | 10 (50)                        | 8 (46)                         | 6 (43)                         | 4 (39)                         | 2 (36)                         | 5 (41)                         |
| معدل هطول الأمطار مم (إنش) | 134.41 (5.29)                  | 98.48 (3.88)                   | 93.86 (3.70)                   | 72.70 (2.86)                   | 61.86 (2.44)                   | 64.89 (2.55)                   | 74.21 (2.92)                   | 89.63 (3.53)                   | 106.44 (4.19)                  | 132.21 (5.21)                  | 132.37 (5.21)                  | 135.78 (5.35)                  | 1٬197 (47.1)                   |
| ساعات سطوع الشمس الشهرية | 34.46                          | 63.43                          | 104.85                         | 147.07                         | 192.18                         | 166.44                         | 127.94                         | 132.57                         | 106.63                         | 77.19                          | 44.26                          | 26.21                          | 1٬223                          |
| المصدر: Met Office (البيانات يناير 1874 - نوفمبر 2006) أرقام درجة الحرارة هي متوسط الأرقام لذلك الشهر، الأرقام أخرى هي متوسطات المجاميع الشهرية. |                                |                                |                                |                                |                                |                                |                                |                                |                                |                                |                                |                                |                                |